# Mvog-Betsi
 (janvier 2019).
Mvog-Betsi avant d'être le nom d'un village ou quartier aujourd'hui, ce nom désigne l'une des plus importantes grandes familles autochtones de Yaoundé. En effet, les Mvog Betsi appartiennent à la grande famille Mvog Tsoung Mballa. Dans cette grande famille, on retrouve plusieurs autres grandes familles comme les Mvog-Ada, les Mvog Atemengue, les Mvog Ntigui, les Mvog Owotsgo, les Mvog Effa et bien d'autres. Les Mvog sont présents dans plusieurs départements du Cameroun, mais Yaoundé est leur base historique. Ils y sont très représentés. On les retrouve sur une ligne partant de la zone du Lac central - Messa - Melen - Elig EFFA - Briqueterie - Mokolo - Oyomabang - Cité Verte - Madagascar - Carrière - Nkomkana -Tsinga- Mbankolo - Fébé.
Le Village ou quartier Mvog  Betsi est un village situé dans la ville de Yaoundé, capitale du Cameroun, situé dans l'arrondissement de Yaoundé VI, département du Mfoundi, région du Centre. Il est limitrophe des quartiers Etoug-Ebé, Melen, Cité Verte et Mokolo.

## Historique
Ce quartier a successivement porté les noms Ewondo suivants : Nkolka signifiant "colline des bœufs" et Mvog Betsid signifiant "contrée des animaux" ceci consécutivement à l'implantation entre 1925 et 1930 dans cette zone d'un complexe avicole et d'une station d’élevage dénommée Ferme de Mvog-Betsi. Puis, intervient en 1951, la construction d'un Parc zoo-botanique pour la conservation et la protection de la biodiversité: primates, fauves.

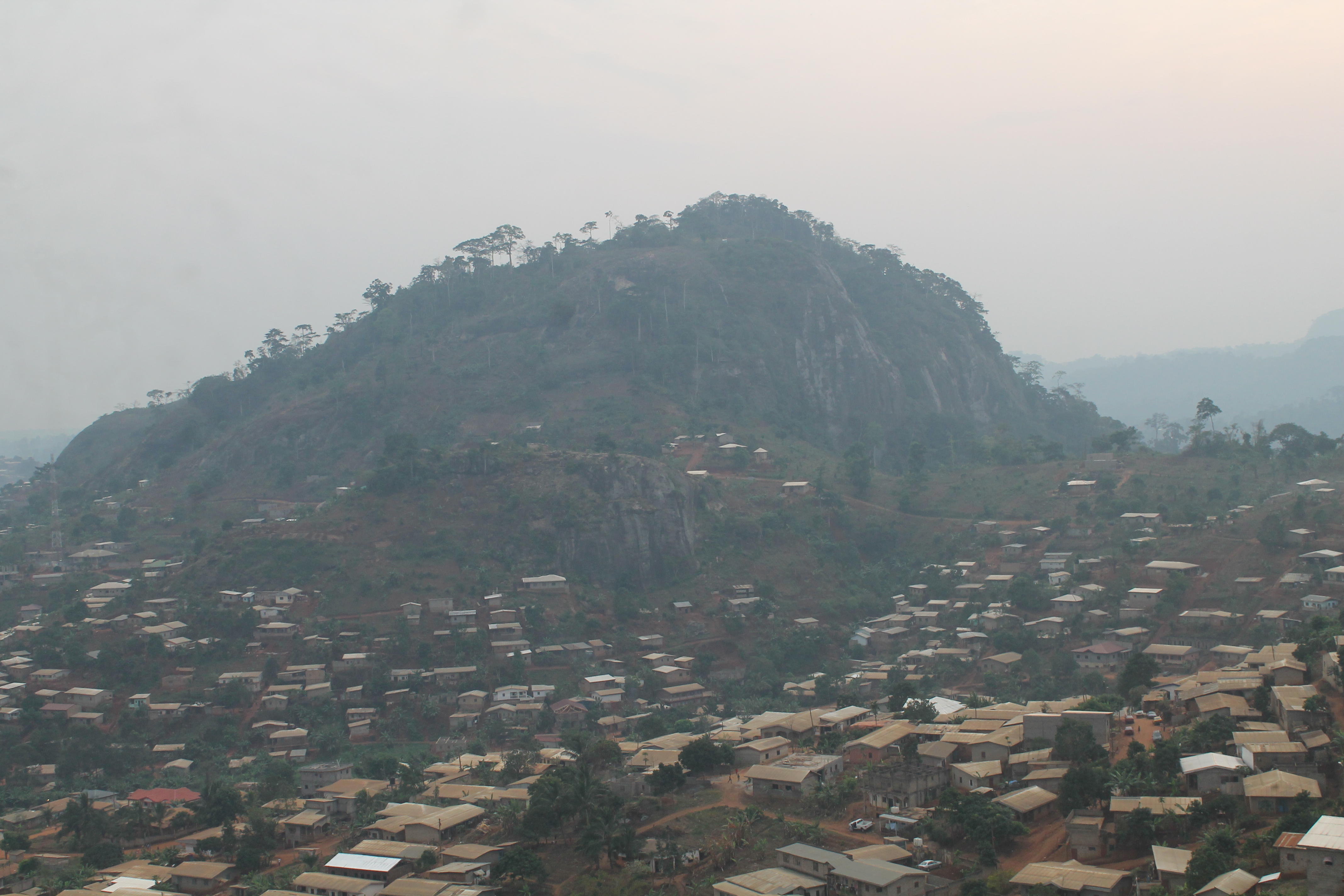
Yaoundé Mvog Bétsi

## Santé
- Centre hospitalier Dominicain Saint Martin de Porres.